# Cruisers Yachts
Cruisers Yachts ist eine Marke von Sportbooten von KCS International. Das Unternehmen baut aktuell Boote im Bereich von 33 bis 60 Fuß und hat seinen Hauptsitz in Oconto, Wisconsin. Die meisten Modelle werden sowohl mit Otto- als auch mit Dieselmotor angeboten. Das Unternehmen war einer der ersten Bootsbauer, der das Volvo-Penta-IPS-Antriebssystem einsetzte.

## Geschichte
Das Unternehmen wurde 1953 in Oconto von Ray, Glenn, den Brüdern Roy und Grant sowie den Brüdern Bob und Ted Thompson gegründet. Sie waren Mitglieder der Familie Thompson in der zweiten Generation, die am Bootsbau in Peshtigo (Wisconsin) und Cortland (New York) beteiligt waren. Roy und Grant traten in die Fußstapfen ihres Vaters Chris, der 1904 im nahe gelegenen Peshtigo, Wisconsin, die Thompson Bros. Boat Mfg. Company mitbegründet hatte. Das Unternehmen hieß ursprünglich Cruisers Incorporated. Sie gründeten ihr Unternehmen im ehemaligen Hobelwerk von Holt Lumber in Oconto. Im ersten Betriebsjahr bauten Cruisers 14- und 16-Fuß-Boote und verkauften sie an die Thompson Bros. Boat Mfg Co. mit dem Thompson-Namensschild auf den Rümpfen. Die erste Lieferung verließ das Werk in Oconto am 18. November 1953. Das erste Cruisers-Yachts-Modell war ein 19-Fuß-Boot, das 1954 auf der New York Boat Show vorgestellt wurde. Es war mit einem Waschbecken, einem Spirituskocher, einer Toilette, gepolsterten Kojen für vier Personen, Kabinenbeleuchtung und einem zusammenklappbaren Tisch ausgestattet.
1956 erschien der erste Cruisers-Produktkatalog. Das Unternehmen produzierte damals 60 Boote pro Woche, und die Belegschaft war in drei Jahren von 20 auf 101 angewachsen. Bis 1961 waren 300 Mitarbeiter im Unternehmen beschäftigt. Zu dieser Zeit produzierten sie 12 verschiedene Modelle mit einer Länge von 14 bis 20 Fuß. Cruisers Yachts gaben an, der weltweit führende Hersteller von Booten mit Klinkerrumpf zu sein. In den Jahren 1959 und 1960 stellten sie jährlich 3000 Boote her. Dann ging der Holzbootmarkt stark zurück.
Am 1. Januar 1959 trat eine Umstrukturierung der drei in Familienbesitz befindlichen Bootswerke von Thompson in Peshtigo, Cortland, NY und Oconto in Kraft. Cruisers Inc. wurde das alleinige Eigentum von Roy und Grant Thompson. Ray Thompson und seine Familie erlangten die Kontrolle über Thompson Bros. Boot Mfg. Co. in Peshtigo. In Cortland, NY, wurde dafür eine neue Gesellschaft gegründet, Thompson Boat Company of New York Inc., mit Bob, Ted und Glenn Thompson als Eigentümern.
Als Boote aus glasfaserverstärktem Kunstharz (Gfk) auf den Markt kamen, gaben Kunden Holzboote massenhaft auf. Cruisers widersetzten sich anfangs der Veränderung, und die Thompsons glaubten fest daran, dass ein gut gebautes Holzboot jede Glasfaserversion von sich aus übertreffen und überleben würde. Aber Cruisers verkaufte in der Saison 1965 weniger als 800 Boote, und Holzboote wurden Ende 1966 von der Produktionslinie gestrichen.
1982 erwarb Cruisers den Glasfaserabteilung des Bootsbaus der Mirro Aluminium Company.
Cruisers International in Coventry wurde 1985 gegründet und schuf 24 bis 30 Fuß große Glasfaser-Boote für den europäischen Markt. Die Bestseller waren die Cruisers Intl 224 Holiday und Vee Express 267. Der Vee Express 267 war eine kleinere 6–8-Bett-Version des in den USA konstruierten Vee Express 296.

## Cruisers Yachts aktuell
In den frühen 1990er Jahren litt das Bootsbaugeschäft unter der Verschlechterung der Wirtschaft. Der Risikokapitalgeber KC Stock, ein erfahrener Geschäftsmann in der Region Oconto, erkannte das Potenzial des kämpfenden Unternehmens und wusste, dass eine Schließung des größten Arbeitgebers der Stadt für die Wirtschaft der Stadt verheerend sein würde. 1993 kaufte seine Firma KCS International das Unternehmen und benannte es in Cruisers Yachts um. Bald darauf verzeichnete die Branche einen Umsatzanstieg und eine steigende Nachfrage. Das Unternehmen erweiterte seine Modellpalette Jahr für Jahr. Heute baut das Unternehmen Express-Cruiser und Flybridge-Yachten und hat neue Modelle vorgestellt, die in die neue Sportcoupé-Klasse von Expressbooten passen. Das Unternehmen beschäftigt derzeit rund 1000 Mitarbeiter.

## Andere Bootsmarken von KCS International
- Rampage Yachts
- Azure Sport Boats